# Замок Пеньяфьель

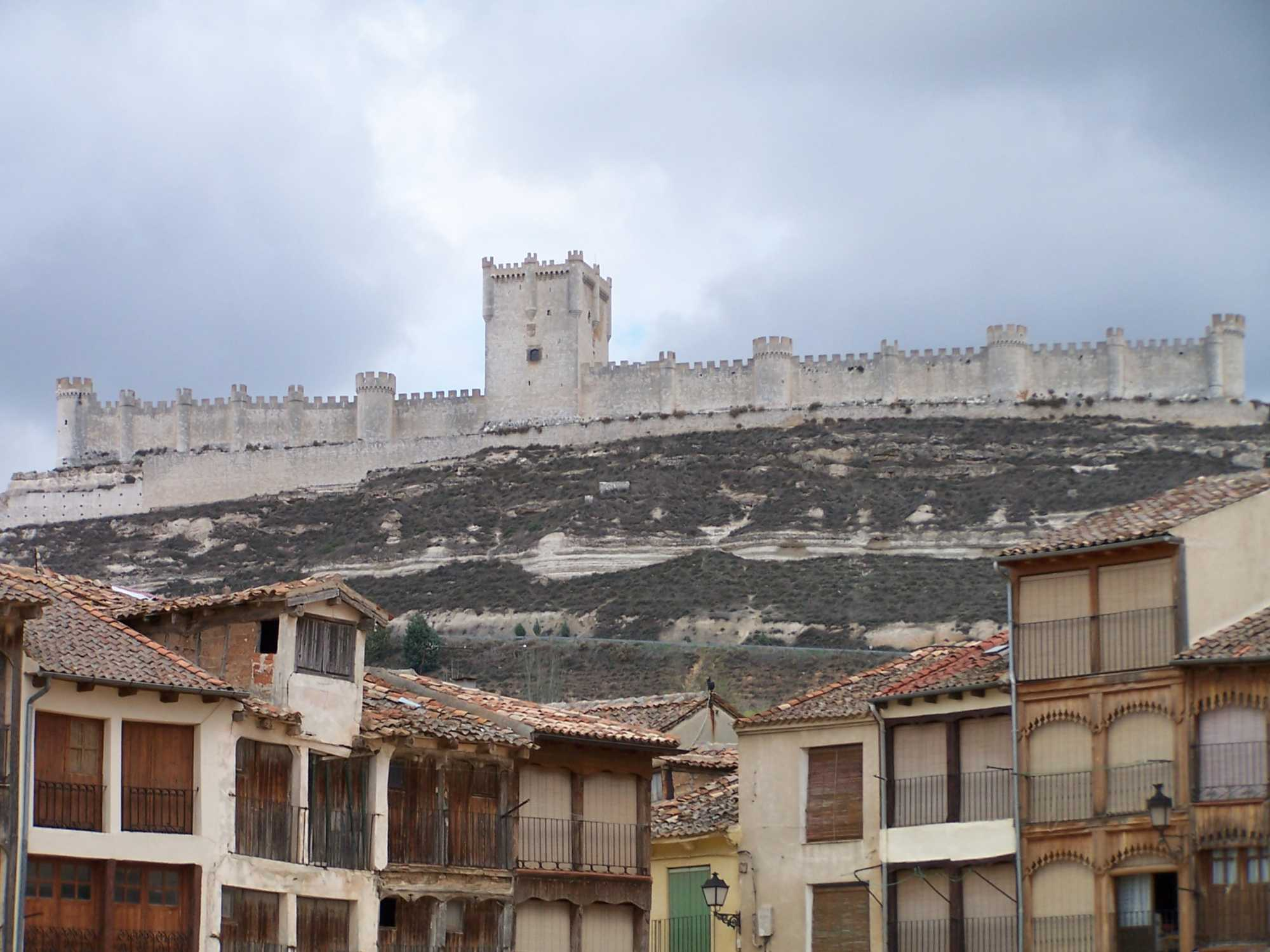
Замок Пеньяфиель

Замок Пеньяфиель (исп. Peñafiel, в переводе «Верная скала») находится в посёлке Пеньяфьель испанской провинции Вальядолид, которая входит в автономную область Кастилия-Леон. Замок в окружении 28 башен получил нынешний вид в начале XIV века, хотя древнейшие его части восходят к XI веку. С XV века Пеньяфьельский замок принадлежит аристократам Тельес-Хиронам.

## Средневековая история
Первые укрепления в Пеньяфьеле появились в правление Леона Рамиро II. Первое упоминание о Пеньяфиеле в исторических источниках относится к 943 г.
В 983 г. замок захватил кордовский визирь Альманзор, но в 1008 г. он был отвоёван Санчо Гарсией, графом Кастильским. Согласно преданию, когда граф наконец вошел в Пеньяфиель, то воткнул копьё в землю скалы Пеньяфалькон (исп. Peña Falcón, в переводе «Скала сокола»), на которой стоял замок, и воскликнул: «С этого дня и во веки веков эта скала будет верна Кастилии» (исп. Desde hoy en adelante esta será la peña más fiel de Castilla). Так скала и замок получили новое название. 
В 1112 г. Альфонсо I Воитель, король Арагона, был осаждён в замке войском собственной жены, королевы Урраки Кастильской, а позднее — армией своего тестя, Альфонсо VI. Альфонсо Мудрый в юности носил титул сеньора де Пеньяфьель. Другим знаменитым владельцем замка был средневековый поэт Хуан Мануэль. 
Хуан II Арагонский провёл в замке свои молодые годы, здесь же родился его первенец Карлос. Когда последний поднял восстание против кастильской короны, замок был взят и разрушен королевскими войсками (в 1451 году). 

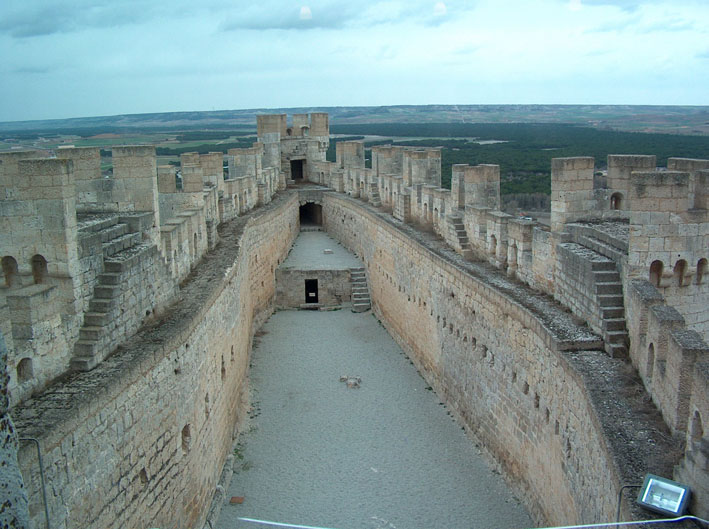
Внутренний двор северной части замка

## Замок в Новое время
В 1456 г. заброшенный замок выпросил у короля Педро Хирон — младший брат его любимца Хуана Пачеко. Он занялся восстановлением и перестройкой замка в качестве своей загородной резиденции. От Педро Хирона (который также возглавлял военный орден Калатравы) происходит род Тельес-Хиронов. Старший в этом роду носит титул герцога Осуна, а его первенец традиционно именуется маркизом Пеньяфьель. В XX веке владельцы замка организовали в нём Музей испанских вин.